# Sunrise (chanson de Simply Red)
Singles par Simply Red
Your Eyes
(2000) Fake
(2003)
Pistes de Home
Fake You Make Me Feel Brand New
Sunrise est une chanson du groupe britannique Simply Red. Sorti en mars 2003, il s'agit du 1er single extrait de l'album Home. La chanson contient un sample du duo américain Hall & Oates, "I Can't Go for That (No Can Do) une chanson qui a rencontré un succès en 1981. Le 30 août 2003, le single atteint la 1re place du classement américain Billboard Hot Dance Club Play.

## Classement
| Classement (2003)                              | Meilleure position |
| ---------------------------------------------- | ------------------ |
| Australie ARIA Singles Chart                   | 35                 |
| Autriche Singles Chart                         | 25                 |
| Belgique (Flandre) Singles Chart               | 35                 |
| Belgique (Wallonie) Singles Chart              | 22                 |
| Canada Singles Chart                           | 3                  |
| Pays-Bas Top 40                                | 6                  |
| France SNEP Singles Chart                      | 17                 |
| Allemagne Singles Chart                        | 14                 |
| Hongrie (Rádiós Top 40)                        | 24                 |
| Irlande IRMA Singles Chart                     | 14                 |
| Italie Singles Chart                           | 4                  |
| Nouvelle-Zélande RIANZ Singles Chart           | 11                 |
| Suisse Singles Chart                           | 22                 |
| Royaume-Uni Singles Chart                      | 7                  |
| États-Unis Billboard Adult Contemporary Tracks | 5                  |
| États-Unis Billboard Bubbling Under Hot 100    | 22                 |
| États-Unis Billboard Hot Dance Club Play       | 1                  |